# Папа Никола V
Папа Никола V (лат. Nicholaus V; 15. новембар 1397 — 24. март 1455), рођен као Томазо Парентучели (итал. Tommaso Parentucelli, је био папа од 6. марта 1447. до своје смрти 1455. За време понтификата Николе V, Цариград је пао под Османску власт. Он је био последњи папа који је себи одабрао име „Никола“.

## Даља литература
- "A violent evangelism. Westminster John Knox Press. 1992. ISBN 978-0-664-25367-7.", Luis N. Rivera, Luis Rivera Pagán .